# Hans-Günter und Gisela Wolf
Hans-Günter Wolf (* 8. August 1924; † 1991) und Gisela Wolf-Klie (* 18. September 1926; † 1986) waren zwei Agenten der Militärischen Aufklärung der Nationalen Volksarmee der DDR. Unter den Decknamen Hans Kälin und Ursula Kälin betrieben sie von 1967 bis zu ihrer Enttarnung 1973 Spionage in der Schweiz. Der «Fall Kälin» gehörte im Urteil der Behörden zu den schwersten Spionageaffären in der Schweiz zur Zeit des Kalten Krieges.

## Spionagetätigkeit
Hans-Günter Wolf und Gisela Klie lernten sich in der Hitlerjugend kennen und heirateten 1949. 1967 reisten die beiden unter Tarnidentitäten in die Schweiz ein. Sie nahmen eine Arbeitsstelle beim Maschinenkonzern Sulzer an und wohnten in Effretikon, wo sie (unter ihrer neuen Identität) erneut heirateten. Sie lebten unauffällig und gut integriert; Hans-Günter Wolf gewann etwa die Meisterschaft im lokalen Tennisklub.
Für den ostdeutschen Militärnachrichtendienst beschafften die Wolfs Informationen über die schweizerische Landesverteidigung und über Geschäftsgeheimnisse des Sulzer-Konzerns. Dazu forschten sie Konzernmitarbeiter, Journalisten und andere Personen aus und werteten Schweizer Fachpublikationen aus. Gisela Wolf wurde z. B. als Praktikantin in die PR-Unternehmung Farner eingeschleust, die vom späteren Divisionär Gustav Däniker jun. geführt wurde.

## Enttarnung und Folgen
1973 wurden die Wolfs verhaftet, nachdem es den Schweizer Behörden gelungen war, ihre chiffrierten Funkmeldungen in die DDR zu orten. Vor dem Bundesstrafgericht verteidigten sich die beiden überzeugten Kommunisten damit, die Spionage nur «als Spiel» betrieben zu haben. Angesichts der erdrückenden Beweislage in der Form von sichergestelltem Spionagematerial wurden sie schuldig gesprochen und als «schwerer Fall» der Spionage zu je sieben Jahren Haft verurteilt. 1978 wurden sie vorzeitig entlassen und gegen Peter Gross, den in der DDR verurteilten Koch der Schweizer Botschaft, und seine ostdeutsche Freundin Christa Feurich ausgetauscht.
Der «Fall Kälin» warf in der Schweizer Öffentlichkeit hohe Wellen. Bundesrat Kurt Furgler und Bundesanwalt Hans Walder sprachen von der «schwersten Agentenaffäre» seit dem Ende des Zweiten Weltkriegs. Der Fall trug in der Schweiz zum Eindruck der allgemeinen Bedrohung im Kalten Krieg bei.